# Synagogenbezirk Andernach
Der Synagogenbezirk Andernach mit Sitz in Andernach, heute eine Stadt im Landkreis Mayen-Koblenz im nördlichen Rheinland-Pfalz, wurde nach dem Preußischen Judengesetz von 1847 geschaffen. 
Im Jahr 1866 wurde in Andernach der Synagogenbezirk gegründet, zu dem die jüdischen Gemeinden Kruft, Miesenheim, Nickenich, Saffig und die jüdischen Familien in Andernach gehörten.